# Avant que l'ombre
Avant que l'Ombre, ett musikalbum av Mylène Farmer, släppt den 24 april 2005 på skivbolaget Polydor.

## Låtlista
1. Avant que l'Ombre
2. Fuck Them All
3. Dans Les Rues De Londres
4. Q1
5. Redonne-moi
6. Porno Graphique
7. Derriere Les Fenetres
8. Aime
9. Tous Ces Combats
10. Ange Parle-moi
11. L'amour N'est Rien
12. J'attends
13. Peut-etre Toi
14. Et Pourtant